# Parasmittina aotea
Parasmittina aotea är en mossdjursart som först beskrevs av Brown 1952.  Parasmittina aotea ingår i släktet Parasmittina och familjen Smittinidae. Inga underarter finns listade i Catalogue of Life.